# مهره نبی‌شاه
مهره نبی‌شاه (به انگلیسی: Mohra Nabi Shah) یک شهر در پاکستان است که در اسلام‌آباد واقع شده‌است. مهره نبی‌شاه ۵۸٬۳۰۲ نفر جمعیت دارد و ۵۵۳ متر بالاتر از سطح دریا واقع شده‌است.